# Petra Grimbergen
Petra Jerona Grimbergen (nascida em 4 de julho de 1970) é uma ex-ciclista holandesa que participava em competições de ciclismo de estrada e pista.
Grimbergen representou os Países Baixos durante os Jogos Olímpicos de Verão de 1992 em Barcelona, onde participou na prova de estrada (individual), terminando na 29ª posição.